# Stephen Bolma
Stephen Bolma, född 9 december 2004, är en ghanansk fotbollsspelare som spelar för IFK Norrköping.